# IC 159
IC 159 ist eine Balken-Spiralgalaxie vom Hubble-Typ SB(rs)b pec im Sternbild Walfisch am Südsternhimmel. Sie ist rund 176 Millionen Lichtjahre von der Milchstraße entfernt und hat einen Durchmesser von etwa 85.000 Lichtjahren. 
Entdeckt wurde das Objekt am  17. Dezember 1892 vom französischen Astronomen Stéphane Javelle.